# Nation anishnabe du Lac Simon
Pour les articles homonymes, voir Lac Simon.
La Nation anishnabe du Lac Simon est une Première Nation algonquine, ou anishinabe, du Québec au Canada. Ses membres vivent en grande majorité sur la réserve indienne de Lac-Simon en Abitibi-Témiscamingue. En 2017, elle a une population inscrite de 2 181 membres. Elle fait partie du conseil tribal de la Nation algonquine Anishinabeg.

## Démographie
Les membres de la Nation du Lac Simon sont des Algonquins, également appelés Anishinabeg. En juin 2017, elle avait une population inscrite totale de 2 181 membres dont 401 vivaient hors réserve. Selon le recensement de 2011 de Statistique Canada, l'âge médian de la population est de 18,6 ans.

## Géographe
La Nation anishnabe du Lac Simon possède une réserve indienne, Lac-Simon, située dans la région administrative de l'Abitibi-Témiscamingue au Québec à 32 km au sud-est de Val-d'Or. Celle-ci couvre une superficie de 678,4 ha.

## Langues
Selon le recensement de 2011 de Statistique Canada, sur une population totale de 1 390 personnes, 63,7% de la population connait une langue autochtone. Plus précisément, 53,2% de la population a une langue autochtone encore parlée et comprise en tant que langue maternelle et 45,3% parle une langue autochtone à la maison. En ce qui a trait aux langues officielles, 34,5% de la population connait les deux, 64,7% connait seulement le français et 0,6% connait seulement l'anglais.

## Gouvernement
La Nation anishnabe du Lac Simon est gouvernée par un conseil de bande élu selon un système électoral selon la coutume basé sur la section 11 de la Loi sur les Indiens. Pour le mandat de 2016 à 2019, ce conseil est composé du chef Adrienne Jerome, du vice-chef Pamela Papatie et deux trois conseillers. La nation est affiliée au conseil tribal de la Nation algonquine Anishinabeg.

## Annexe